# Top Rank
Top Rank ist eines der relevantesten US-amerikanische Boxpromotionsfirmen. Sie wurde im Jahre 1973 in Las Vegas, Nevada, von Jabir Herbert Muhammad und Bob Arum gegründet.
Das Unternehmen förderte solche legendäre Kämpfe wie Hagler vs. Leonard, Chavez vs. De La Hoya, Holyfield vs. Foreman, Foreman vs Moorer, Leonard vs Hearns, Hagler vs Hearns, Ali vs Frazier II und Ali vs Spinks.

## Bei Top Rank unter Vertrag stehende Boxer
| Aktuelle | Ehemalige |
| --- | --- |
| Aktuell stehen unter anderem folgende Boxer bei Top Rank unter Vertrag: - Manny Pacquiao - Juan Manuel Márquez - Timothy Bradley - Brandon Ríos - Miguel Ángel García - Terence Crawford - Wiktor Postol - Wassyl Lomatschenko - Nicholas Walters - Nonito Donaire - José Benavidez - Mike Alvarado - Jessie Vargas - Gilberto Ramírez - Zhou Shiming - Ryōta Murata - Vanes Martirosyan - Jegor Leonidowitsch Mechonzew - Jewgeni Pawlowitsch Gradowitsch - Chabib Mewlidinowitsch Allachwerdiew - Andy Ruiz - José Félix senior - Brian Viloria - Christopher Avalos - Karim Mayfield - Roberto Marroquin - Fernando Montiel - Wachtang Dartschinjan - Esquiva Falcão Florentino - Luis Carlos Abregu - Raymundo Beltrán - Clarence Booth - Paul Flemming - Jesse Hart - IK Yang - Toka Kahn-Clary - Egidijus Kavaliauskas - Matwei Georgijewitsch Korobow - Jessie Magdaleno - Juan Manuel Márquez - Seanie Monaghan - Ryōta Murata - Konstantin Ponomarjow - Jose Carlos Ramirez - Guy Robb - Casey Ramos - Mike Reed - Julian Rodriguez - Saul Rodriguez - Alex Saucedo - Denis Shafikov - William Silva - Brad Solomon - Jason Sosa - Glen Tapia - Rex Tso - Oscar Valdez - Danny Valdivia - Jessie Vargas - Andy Vences - Félix Verdejo - Leonardo Zappavigna | Unter anderem standen folgende Boxer bei Top Rank unter Vertrag: - Muhammad Ali - Alexis Argüello - Óscar de la Hoya - Roberto Durán - Joe Frazier - George Foreman - Marvin Hagler - Bobby Pacquiao - Sugar Ray Leonard - Erik Morales - Larry Holmes - Iván Calderón - Jorge Solís - Ulises Solis - Giovanni Segura - Lamont Peterson - Hasim Rahman - Juan Manuel López - Floyd Mayweather Jr. - Jesús Marcelo Andrés Cuellar - Guillermo Rigondeaux - Miguel Cotto - Jorge Arce - Julio César Chávez junior - Román Martínez - Eric Esch - Iran Barkley - Michael Carbajal - James Tillis - Ray Mancini - Carlos Monzón - Terry Norris - Gabriel Ruelas - Rafael Ruelas - James Toney - Tommy Morrison - Kelly Pavlik - Antonio Margarito - Rafael Márquez (Boxer) - Fernando Montiel - Yuriorkis Gamboa |